# Laktacijska amenoreja
Laktacijska amenoreja je privremeni postporođajni izostanak menstruacije koji se javlja kod žena koje potpuno (ekološki) doje.

## Fiziologija

### Hormonsko uvjetovanje i neuroendokrina kontrola
Dojenje odgađa nastavak normalnih menstrualnih ciklusa narušavanjem obrasca pulsirajućeg oslobađanja gonadotropin-oslobađajućeg hormona (GnRH) iz hipotalamusa, a time i luteinizirajućeg hormona (LH) iz hipofize. Koncentracije folikulostimulirajućeg hormona (FSH) u plazmi tijekom dojenja dovoljne su da potaknu rast folikula, ali neadekvatan pulsirajući LH signal rezultira smanjenom proizvodnjom estradiola u folikulima. Kada se rast folikula i lučenje estradiola povećaju na normalnu razinu, laktacija sprječava stvaranje normalnog preovulatornog porasta LH i folikuli ili ne mogu puknuti, ili postaju atretični ili cistični. Samo kada se intenzitet dojenja (tj. podražaj sisanja) spusti dovoljno da omogući stvaranje normalnog preovulatornog porasta LH, doći će do ovulacije s formiranjem žutog tijela.
U žena je hiperprolaktinemija često povezana s amenorejom, stanjem koje nalikuje fiziološkoj situaciji tijekom dojenja (laktacijska amenoreja). Mehanički podražaj sisanja povećava razinu prolaktina kako bi se povećalo stvaranje mlijeka. Viša razina prolaktina može inhibirati menstrualni ciklus izravno, supresivnim učinkom na jajnik, ili neizravno, smanjenjem oslobađanja GnRH.

### Stimulacija sisanjem
Intenzitet sisanja izravno korelira s trajanjem izostanka menstruacije nakon poroda. Intenzitet sisanja promatra se kroz sljedeće komponente: učestalost sisanja, trajanje sisanja i trajanje sisanja u razdoblju od 24 sata. Nije sasvim jasno koji od ovih faktora igra najkritičniju ulogu u održavanju amenoreje. Intenzitet sisanja vrlo je varijabilan u različitim kulturama. Tako studije na ženama iz SAD-a i Škotske pokazuju da će najmanje šest podoja dnevno i najmanje 60 minuta sisanja u razdoblju od 24 sata, obično održati amenoreju. Istodobne studije sa ženama iz bušmanskog plemena !Kung iz pustinje Kalahari u Bocvani i žene Gainj u Papui Novoj Gvineji pokazale su da vrlo česti i vrlo kratki podoji od oko 3 minute, 40 do 50 puta dnevno, koji su kod njih tipični, koreliraju s prosječnom amenorejom do dvije godine nakon poroda.
Kada dijete siše dojku (ili majka izdaja mlijeko, ručno ili izdajalicom), senzorni receptori u bradavici šalju signal prednjoj hipofizi da luči prolaktin i oksitocin. Prolaktin i oksitocin pokreću oslobađanje (otpuštanje, tzv. letdown) mlijeka i njegovo izbacivanje iz bradavice u petlji pozitivne povratne informacije. Prethodno se smatralo da je prolaktin odgovoran za stvaranje hormonskih putova potrebnih za održavanje amenoreje. Sada se, međutim, čini da je ovaj odnos odnos korelacije, a ne uzročnosti, jer su razine prolaktina u krvnoj plazmi samo pokazatelj učestalosti sisanja.
Iako je dojenje dugo bilo prepoznato kao glavni uzrok razmaka između poroda kod žena, a vremenski obrazac sisanja prepoznat kao glavni mehanizam koji utječe na laktacijsku amenoreju, neke studije predstavljaju novi model dinamičke regulacije laktacijske amenoreje koji identificira majčinu energetsku dostupnost kao glavnu odrednicu obnavljanja ciklične funkcije jajnika. Varijacija u intenzitetu laktacije ostaje sastavnica modela kao determinanta apsolutne energetske cijene proizvodnje mlijeka, ali će dostupnost energije majke biti glavni čimbenik koji određuje postporođajnu amenoreju i vrijeme povratka funkcije jajnika. Praćen je hormonalni postporođajni profil 70 dojilja iz indijanskog plemena Toba iz Argentine. Analizirao se C-peptid, koji odražava proizvodnju inzulina kod majke, kao mjeru dostupnosti energije. U početku niska, proizvodnja inzulina raste kako postporođajno razdoblje napreduje, što odražava smanjenje metaboličkog opterećenja tijekom laktacije. Kratko razdoblje supernormalne proizvodnje inzulina prethodi ponovnom početku menstruacije. Visoke razine inzulina mogu igrati ulogu u stimuliranju obnavljanja aktivnosti jajnika, što zauzvrat može pomoći u rješavanju prolaznog razdoblja inzulinske rezistencije. Dinamika osjetljivosti na inzulin tijekom dojenja pomogla bi u sinkronizaciji obnavljanja funkcije jajnika sa smanjenjem energetskih potreba proizvodnje mlijeka. Ovu hipotezu podupire kontinuirano povećanje tjelesne težine dojilje tijekom mjeseci koji prethode prvoj menstruaciji nakon poroda.

### Dojenje i dostupnost energije
Poslijeporođajna funkcija jajnika i povratak plodnosti uvelike ovise o tome koliko su majci dostupni energetski resursi. To je zbog relativno dosljednih metaboličkih troškova proizvodnje mlijeka u različitim populacijama, koji neznatno variraju, ali predstavljaju značajan energetski trošak za majku. Hipoteza o metaboličkom opterećenju kaže da će se kod žena s više raspoložive energije ili kalorijskih tj. metaboličkih resursa vjerojatno cikliranje jajnika nastaviti prije, jer dojenje predstavlja proporcionalno manji teret za njihovu ukupnu metaboličku funkciju. Žene s manje raspoložive energije doživljavaju proporcionalno veći teret zbog dojenja i njihov višak metaboličke energije za ulaganje u nastavak reprodukcije nije velik. Model metaboličkog opterećenja stoga je u skladu s hipotezom o intenzitetu dojenja, jer intenzivnije dojenje povećava relativno metabolički teret dojenja na majku. Također uzima u obzir ukupnu energetsku opskrbu majke pri određivanju ima li na raspolaganju dovoljno kalorijskih tj. metaboličkih resursa da omogući reprodukciju. Ako je neto opskrba energijom dovoljno visoka, žena će prije nastaviti s menstruiranjem iako još uvijek doji.

## Laktacijska amenoreja kao kontracepcija
Amenoreja sama po sebi nije nužno pokazatelj nemogućnosti začeća, budući da je povratak ciklusa jajnika postupan proces i potpuna plodnost može nastupiti prije ili nakon prve postpartalne menstruacije. Dodatno, točkasto krvarenje ili pojava prve menstruacije nakon poroda može biti rezultat ili lohija, tj. krvarenja nakon poroda ili povlačenja estrogena, a ne stvarne ovulacije.

### (Ne)mogućnost začeća
Laktacijska amenoreja se razvila kao mehanizam očuvanja zdravlja majke. Ovo razdoblje neplodnosti omogućuje majci da usmjeri svoju energiju na dojenje, kao i da dopusti vrijeme da se njezino tijelo oporavi između poroda. Učestalost i trajanje dojenja mogu određuju koliko dugo tijekom dojenja majka neće imati ovulaciju. Međutim, postoje varijacije u različitim kulturama i izostanak menstruacije nakon poroda ne bi se trebao smatrati sigurnom kontracepcijom.

### Povratak plodnosti
Povratak menstruacije nakon poroda uvelike varira. Ovaj povratak ne znači nužno da je žena ponovno počela ovulirati. Prvi postporođajni ovulacijski ciklus može se pojaviti prije prve menstruacije nakon poroda ili tijekom sljedećih ciklusa. Uočena je jaka povezanost između količine sisanja i kontracepcijskog učinka, tako da će kombinacija dojenja djeteta na zahtjev, a ne prema nametnutom rasporedu i dojenje isključivo majčinim mlijekom, umjesto nadohrane zamjenama za majčino mlijeko produljiti razdoblje učinkovitosti ove metode kao kontracepcije. Tako je utvrđeno da su kod Hutterita češća dojenja, uz održavanje dojenja u noćnim satima, doveli do dulje laktacijske amenoreje. Dodatna studija koja se odnosi na ovaj fenomen među kulturama dovršena je u Ujedinjenim Arapskim Emiratima (UAE) i ima slične nalaze. Majke koje su dulje isključivo dojile imale su dulji raspon laktacijske amenoreje, u rasponu od prosječno 5,3 mjeseci kod majki koje su isključivo dojile samo dva mjeseca do prosječno 9,6 mjeseci kod majki koje su to činile šest mjeseci. Drugi faktor za koji se pokazalo da utječe na duljinu amenoreje bila je dob majke. Što je žena bila starija, to je imala duže razdoblje laktacijske amenoreje. Isti porast duljine pronađen je kod višerotkinja za razliku od prvorotkinja. Većina žena koje ne doje nastavit će s redovitim menstrualnim ciklusom unutar 1,5 do 2 mjeseca nakon poroda. Nadalje, što je ponašanje žene bliže tzv. Sedam standarda (vidi dolje) ekološkog dojenja, to će se njezini ciklusi (u prosjeku) kasnije vratiti. 
Zaključno, postoji mnogo čimbenika, uključujući učestalost dojenja, dojenje na zahtjev, noćna dojenja, dob majke, uvođenje dohrane u prehranu dojenčeta, korištenje dude varalice i sl. koji mogu utjecati na povratak plodnosti nakon trudnoće i poroda, pa zato kontracepcijske prednosti laktacijske amenoreje nisu uvijek pouzdane, a evidentno je i da variraju među ženama. Ako osobe žele postići razmak od 18 do 30 mjeseci između dva poroda, češće to mogu postići ako doje, iako to nije sasvim učinkovita metoda jer je povratak menstruacije nepredvidiv, a začeće se može dogoditi u tjednima koji prethode prvoj menstruaciji. Iako je prvi postporođajni ciklus ponekad anovulacijski (što smanjuje vjerojatnost ponovnog zatrudnjavanja prije postpartalnog razdoblja), sljedeći ciklusi su gotovo uvijek ovulacijski i smatraju se plodnima.

## Sedam standarda: 1. faza ekološkog dojenja
1. Prvih šest mjeseci života djeteta isključivo dojite; nemojte koristiti druge tekućine, raznovrsnu prehranu, čak ni vodu.
2. Umirite ili utješite dijete na svojim grudima.
3. Nemojte koristiti bočice za hranjenje i nemojte koristiti dude varalice.
4. Spavajte s djetetom noću i dojite ga noću.
5. Spavajte s djetetom i tijekom dnevnog drijemeža kako biste ga i tada dojili u polusnu.
6. Dojite često danju i noću i izbjegavajte rasporede.
7. Izbjegavajte bilo kakvu praksu koja ograničava dojenje ili vas odvaja od djeteta

1. faza je vrijeme isključivog dojenja i stoga obično traje šest mjeseci.